# Plano de Avenidas de São Paulo

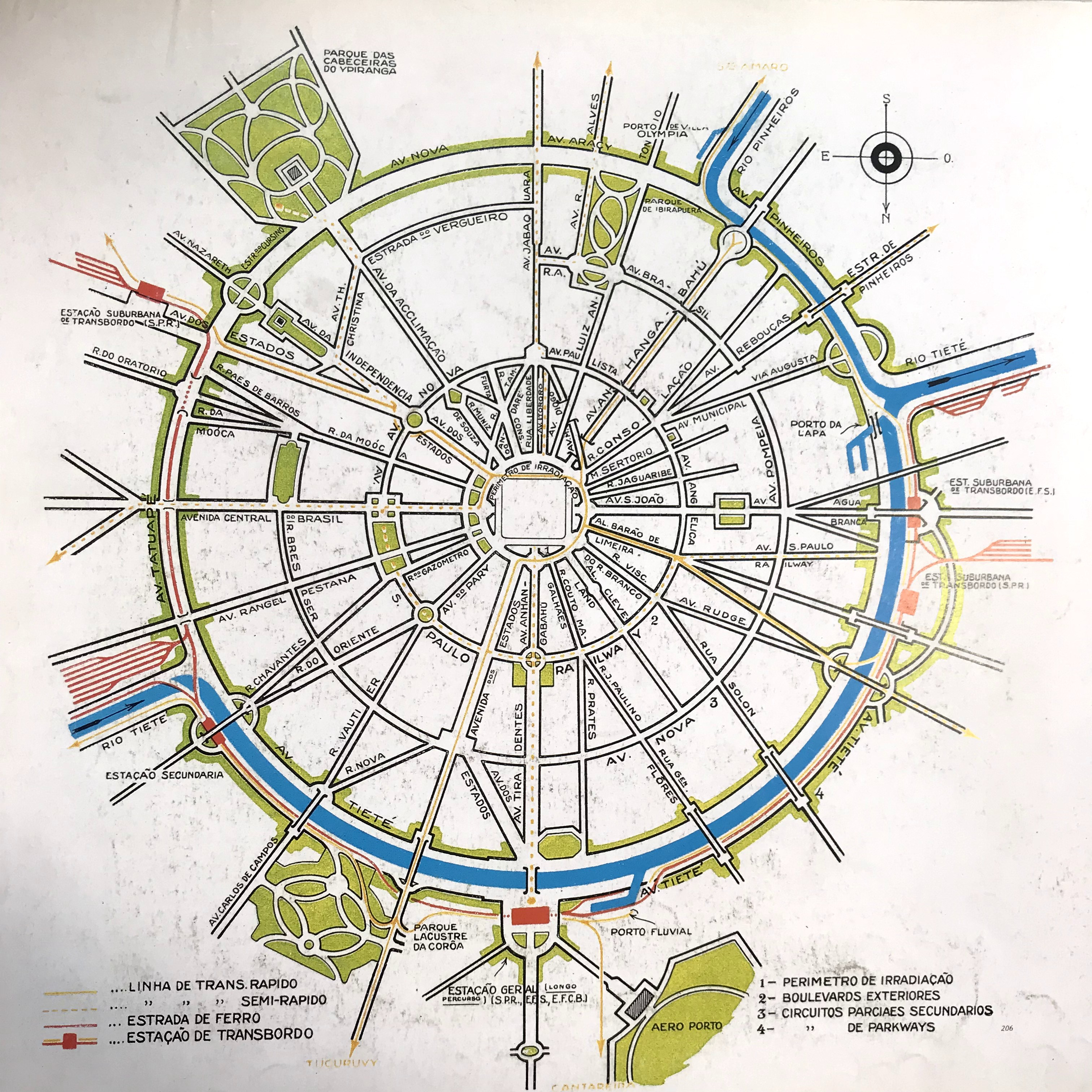
Esquema teórico do Plano de Avenidas de São Paulo. Foto: Fernando Oda

O Plano de Avenidas de São Paulo foi um projeto de sistema viário estrutural proposto por Francisco Prestes Maia e João Florence de Ulhoa Cintra nas décadas de 1920 e 1930 para a capital paulista, que guiou o crescimento do município ao longo das décadas posteriores. O estudo apresentou uma proposta de estruturação física da metrópole em um sistema de circulação radiocêntrico onde o elemento central era o perímetro de irradiação. Seus principais componentes eram: o perímetro de irradiação, as avenidas radiais e as avenidas marginais ao Rio Tietê, que, junto com o Rio Pinheiros, delimitavam a área de abrangência do plano. O principal objetivo do perímetro era ampliar o Centro e descentralizar o comércio, enquanto as radiais estabeleciam a fluidez do tráfego que ligava os bairros à região central. Além desses elementos, outra inovação que constava no documento era a integração do sistema de avenidas ao sistema de circulação e transporte ferroviário de São Paulo. Prestes Maia, que participara da criação do plano em 1924, retoma-o em 1930 a pedido do então prefeito da capital José Pires do Rio. Poucas propostas saíram do papel até que o urbanista assumisse seu primeiro mandato na prefeitura no ano de 1938, tendo permanecido no cargo até 1945, e estando de volta dezesseis ano depois, em 1961. O Plano de Avenidas foi o primeiro projeto a apresentar uma solução conjunta para o sistema viário da cidade.

## Contexto

### Europa

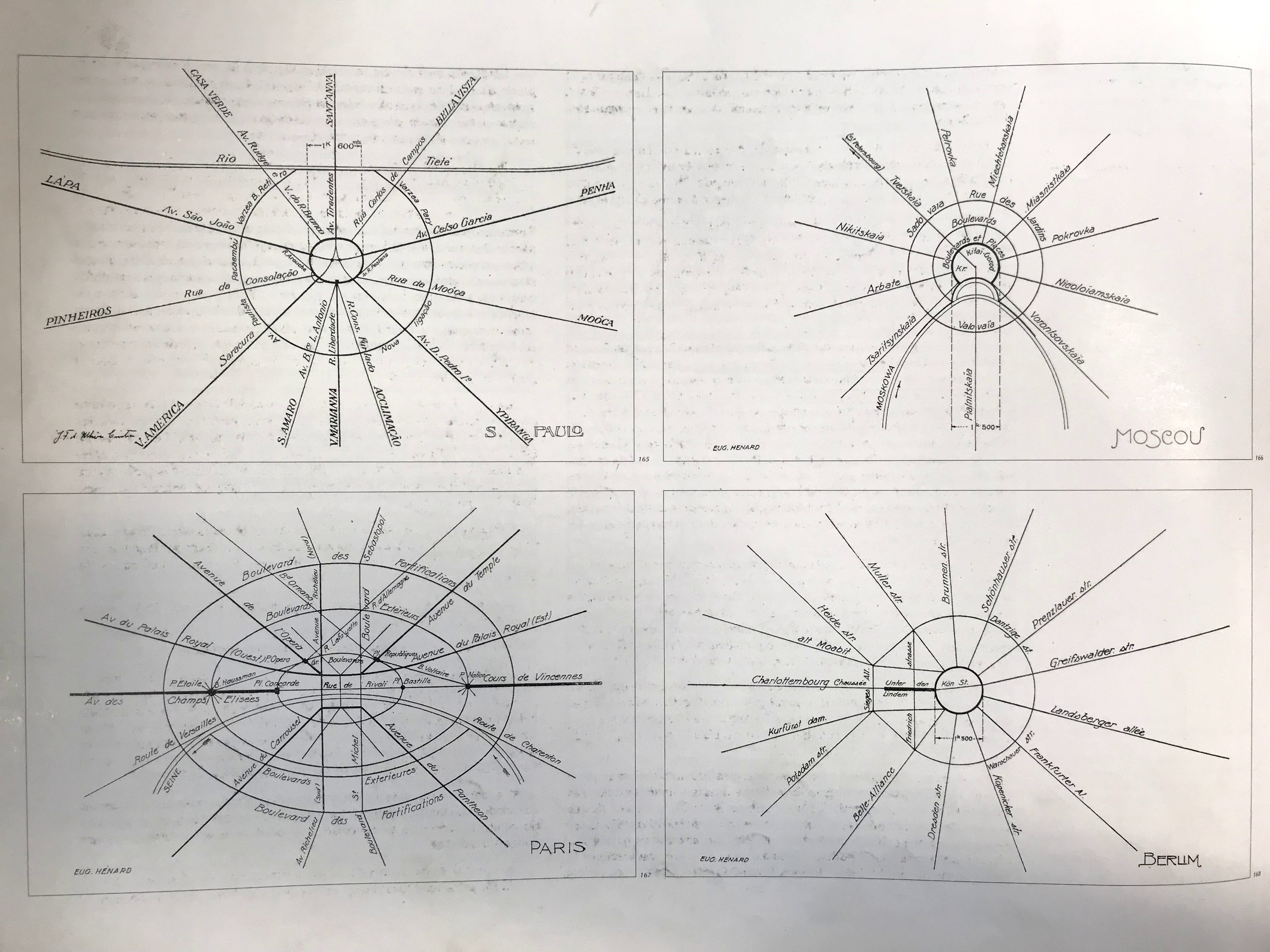
Esquema teórico de São Paulo, segundo João Florence Ulhôa Cintra, comparado com os esquemas de Moscou, Paris e Berlim, de Eugene Hénard. Foto: Fernando Oda

A partir da segunda metade do século XIX, o continente europeu adaptava-se a uma nova realidade urbana, marcada pela ascensão do modelo socioeconômico capitalista e o processo de industrialização das cidades. Construções de lojas, prédios públicos, hotéis, avenidas extensas e fábricas marcaram o período, ao mesmo tempo que operários e a população de baixa renda se aglomeravam em locais precários, facilitando a propagação de doenças. Essas mudanças estimularam o intelecto dos estudiosos da época e possibilitaram a teorização da chamada Sociologia Positivista, proposta pelo sociólogo francês Émile Durkheim, em que ele defendia a ideia de que existia um padrão normal de comportamento da sociedade com base na solidariedade e cooperação sob regras jurídicas e morais. Qualquer desvio dessa atividade seria interpretado como uma patologia a ser tratada. Assim, as civilizações do início do século foram automaticamente classificadas como doentes, uma vez que sofreriam alterações abruptas de ideias. No geral, o sentimento era de desordem, a qual precisaria ser corrigida rapidamente, e as preocupações maiores do período voltaram-se para a questão da moradia, saneamento básico, direitos trabalhistas e criação de áreas vegetais. Dois discursos predominavam no campo acadêmico: culturalista e progressista. O primeiro buscava entender a ação humana com base nas interações socioculturais, sob uma ótica antropológica e psicanalítica; o segundo tinha como cerne o Iluminismo, buscando soluções racionais e científicas para as mazelas sociais, tendo em vista o rendimento máximo da capacidade produtiva humana.

### Brasil

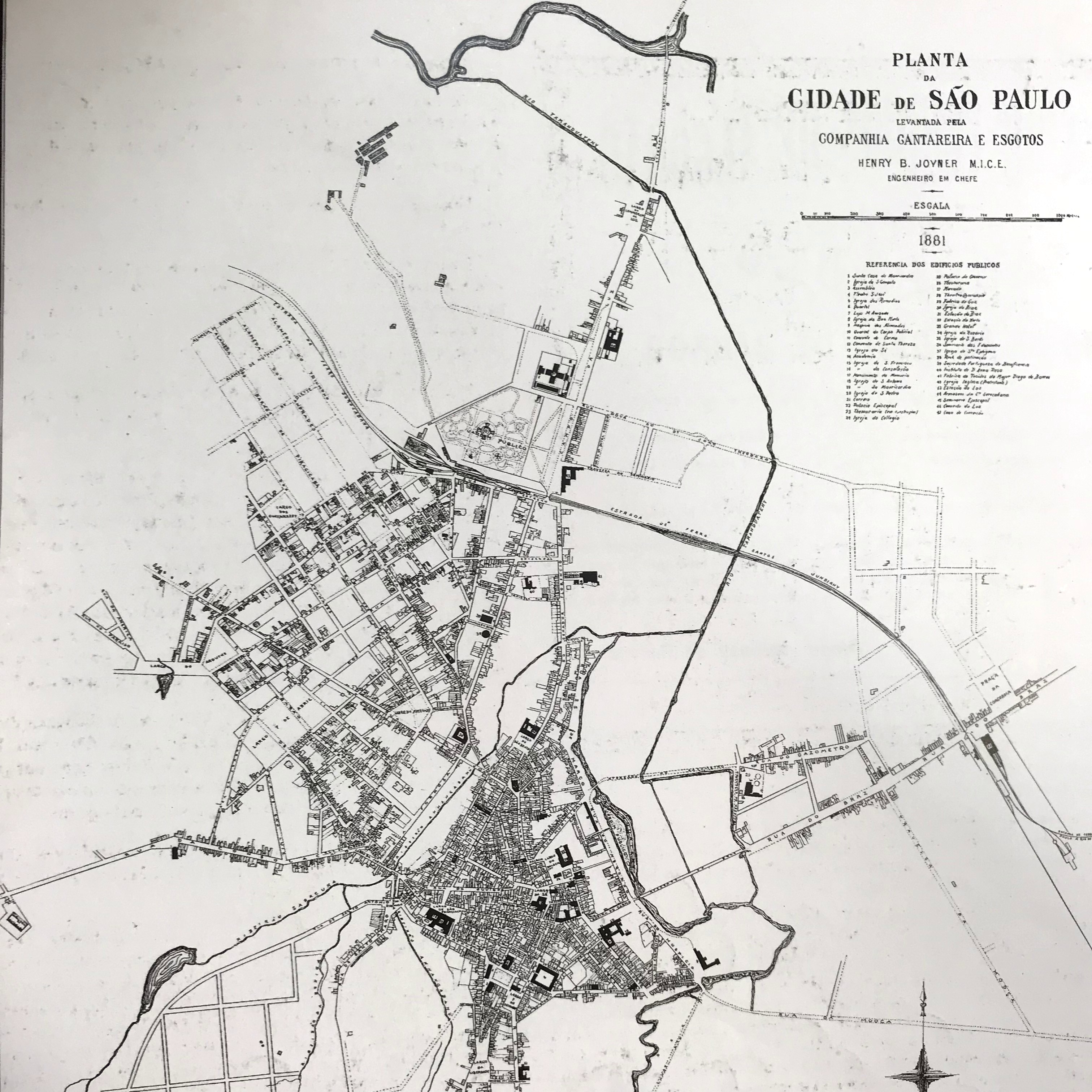
Planta da cidade de São Paulo de Henry B. Joyner (1881). Foto: Fernando Oda

A economia brasileira da época girava em torno do café e São Paulo passava por mudanças estruturais para se adaptar ao produto, a exemplo da construção de estradas e ferrovias para transporte. O principal agente de transformação foi o poder público municipal, que passara a ter autonomia quanto à realização de projetos a partir da promulgação da Constituição de 1891. Antes, as obras públicas da Prefeitura precisavam de aprovação da Assembleia Provincial, mas as atribuições municipais e estaduais foram separadas com o novo documento em vigência, apesar dos recursos financeiros ainda virem do governo do Estado. Quanto aos projetos, a influência europeia era clara, uma vez que o principal destino turístico e acadêmico da burguesia da época eram os países desse continente. Com a inauguração da Escola Politécnica da Universidade de São Paulo em 1893, na época denominada apenas Escola Politécnica de São Paulo pois a USP ainda não havia sido criada, o corpo docente inicial da instituição era formado majoritariamente por professores europeus, que logo perpetuariam os conceitos técnicos aos discentes brasileiros. Dentro os primeiros “urbanistas” paulistanos - ainda não se falava em urbanismo, já que o termo começou a aparecer em obras literárias somente a partir do século XX - destacaram-se João Florence Ulhôa Cintra e Francisco Prestes Maia, ambos responsáveis pela criação do Plano de Avenidas de São Paulo.

## Francisco Prestes Maia
Nasceu em Amparo (SP) no dia 19 de março de 1896, filho de Carolina Pupo Prestes Maia e Manoel de Azevedo Maia. A família mudou-se para a capital em 1907, onde Francisco Prestes Maia iniciou e terminou seus estudos de primeiro e segundo graus no Colégio de São Bento. Ingressou na Escola Politécnica no curso de Engenharia e Arquitetura aos 15 anos e o conclui em dezembro de 1917. Nesse mesmo ano, começou a trabalhar com imóveis e como engenheiro fiscal do Hospício de Juqueri. Em 1918, foi convidado para atuar na comissão preparatória das comemorações do Centenário da Independência, que consistia em atividades como projetar conjuntos urbanísticos, reformar o Monumento do Centenário, canalizar o córrego Ipiranga, preparar a abertura da Avenida Independência e executar obras no Museu Paulista; na mesma época, foi indicado por São Thiago e Ramos de Azevedo para trabalhar na Secretaria do Interior, sob direção do diretor das Obras Públicas do Estado na época, Alfredo Braga.

Em 1922, já integrando a Comissão Construtora da Avenida Independência, que Prestes Maia monta seu próprio escritório de engenharia e realiza vários projetos individuais, a exemplo do Viaduto do Chá. Entre 1924 e 1926, publicou artigos no Boletim do Instituto de Engenharia com o colega urbanista João Florence de Ulhôa Cintra, dentre eles um estudo sobre um plano de avenidas para São Paulo, que foi premiado no IV Congresso Pan-americano, na cidade do Rio de Janeiro, em julho de 1930, que logo viria a se tornar o Plano de Avenidas. Junto com outros amigos, fundou a Sociedade Amigos da Cidade, que tinha como objetivos encontrar soluções para problemas da capital - foi o primeiro presidente. Enquanto profissional liberal, integrou a Comissão da Reforma Urbanística de Buenos Aires e assumiu a direção da Companhia City. De 1947 a 1950, realizou planos urbanísticos para as cidades de Recife, Londrina, Ribeirão Preto, Poços de Caldas, Campos do Jordão, Campinas, Curitiba, Votuporanga, Santos e Belo Horizonte, além de ter esboçado planejamento para cidade inteiras, como Jardim Umuarama, Cristo Rei e Panorama.
"Ao assumir o governo da cidade trazíamos para com ela alguns compromissos morais, por lhe havermos feito, dez anos antes, um "plano de avenidas". Pecado de mocidade e justa atrapalhação a quem, ao compor para os outros, nunca imaginara ver-se um dia na contingência de executar. O momento não era dos melhores. Se a administração anterior preparara de certo modo o ambiente, as obras ainda estavam, grande parte, em início." (MAIA, 1945)
Sobre a vida pública de Prestes Maia, foi prefeito interventor de São Paulo entre 1938 a 1945, por nomeação de Ademar de Barros; candidatou-se ao governo do estado em 1950 e 1954, mas não conseguiu se eleger; no ano de 1957, foi indicado por Jânio Quadro à candidatura de prefeito, mas não foi escolhido nas convenções partidárias; depois, em 1961, saiu vitorioso como candidato à prefeitura pela União Democrática Nacional (UDN), tendo permanecido no cargo até o fim do mandato, em 1965. Durante esse período, ele se preocupou em construir sua imagem na esfera pública como um profissional técnico, capaz de resolver qualquer problema da cidade, ao mesmo tempo que era um político honesto, sempre enfatizando três aspectos: piedade pelos políticos anteriores ao seu mandato que não conseguiram colocar seu Plano de Avenidas em prática, as dificuldades financeiras enfrentadas no início de sua gestão e as imagens de si próprio como “mestre de obras”. Governou em meio a dois períodos autoritários da história brasileira: durante o Estado Novo de Getúlio Vargas, sempre buscou qualificar a capital paulista ao ex-presidente como o maior centro industrial e comercial da América Latina para viabilizar suas ações; e, após o golpe militar de 1964, foi mantido no cargo com o apoio do então governador paulista Ademar de Barros. Pouco tempo depois do término de seu último mandato, Prestes Maia faleceu no dia 26 de abril de 1965.

## João Florence de Ulhôa Cintra

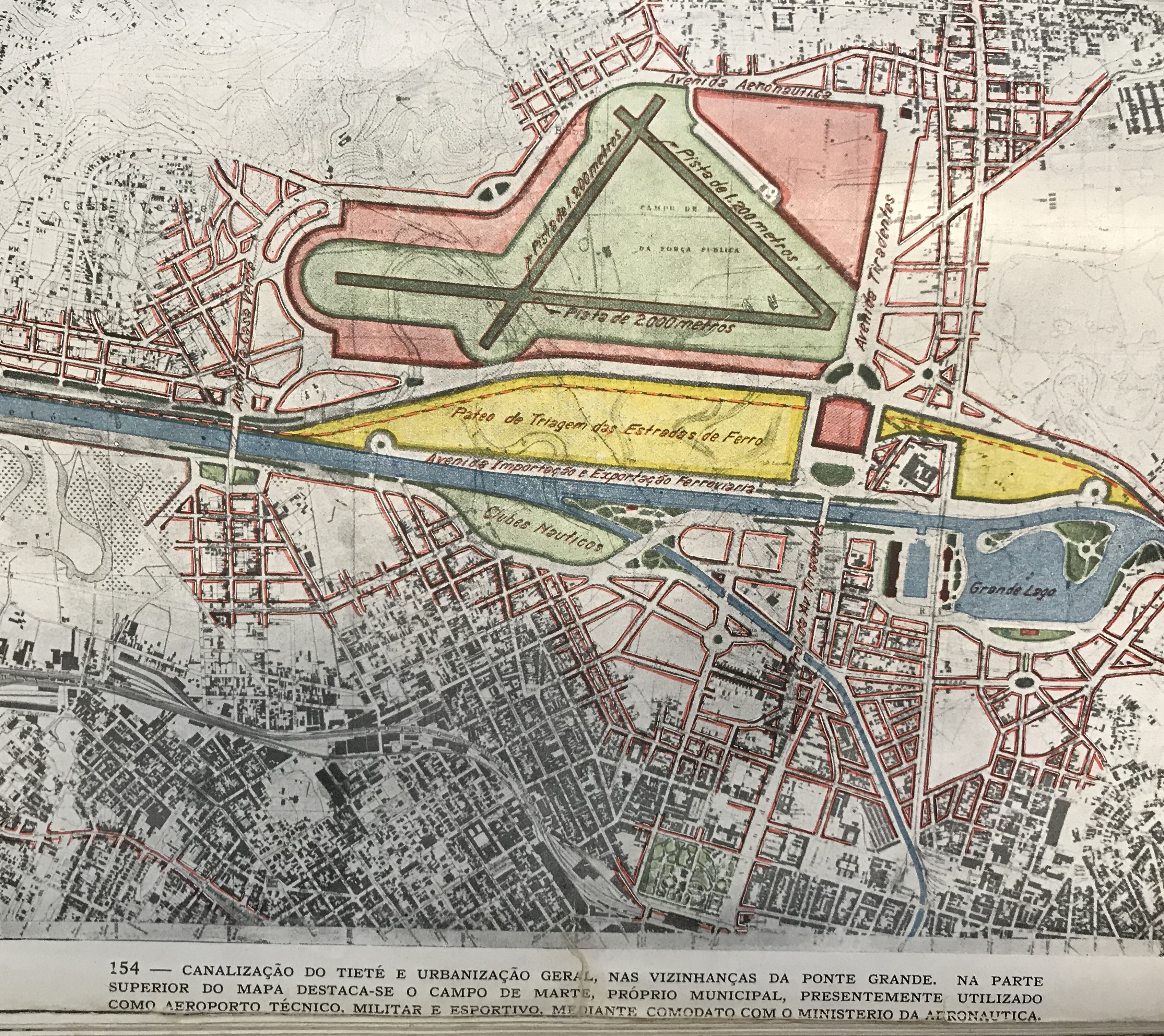
Canalização do Tietê e urbanização geral nas vizinhanças da Ponte Grande. Foto: Fernando Oda

Nascido em Campinas (SP) em 2 de agosto de 1887, é filho de Angélica Florence e Delfino Pinheiro de Ulhôa Cintra. Formou-se doutor em Engenharia Civil pela Escola Politécnica de São Paulo em 1911 e, dois anos depois, entrou na Prefeitura de São Paulo para trabalhar na divisão de cartografia da Diretoria de Obras. Em 1922, criou dois estudos: um para canalização do Rio Tietê e outro para um perímetro de irradiação da capital, que posteriormente foi aprofundado e integrado ao Plano de Avenidas junto com as contribuições de Prestes Maia. Então, em 1925, Cintra foi nomeado chefe da recém-criada 7ª Seção do Departamento de Obras do Município, cuja função era estudar o crescimento da metrópole e aprovar planos de arruamento que eram reportados ao poder público, na maioria das vezes apenas depois de já terem sido colocados em prática; em 1927 assume então a chefia da Comissão de Melhoramentos do Tietê, no lugar do engenheiro sanitarista Saturnino de Brito. Começou a lecionar na Escola Politécnica em 1926, tendo se tornado, um ano depois, lente catedrático da “Cadeira de Hidráulica, Higiene dos Edifícios e Saneamento das Cidades”, de onde se retirou só em 1937. Tornou-se Diretor Geral de Obras do Município em 1938, na gestão Prestes Maia, e permaneceu no cargo até 1944, quando faleceu aos 57 anos de idade. Ao longo de sua trajetória de vida, foi ainda sócio fundador do Instituto de Engenharia de São Paulo; membro do Conselho Técnico de Geografia, Cadastro e Geologia, do Conselho Diretor do Instituto que ajudou a criar; e membro do Conselho do CREA (Conselho Regional de Engenharia e Agronomia), indicado pela Escola Politécnica. Cintra construiu sua carreira no funcionalismo público, sempre defendendo seus ideais no âmbito municipal político, em algumas instituições de classe e na universidade, entretanto nunca tendo se tornado uma figura pública.

## Antecedentes
A partir da década de 1920, a capital paulista começou a enfrentar problemas estruturais, como desordem urbanística, congestionamento de trânsito, dificuldade para estacionar veículos, moradias irregulares e inundações do Rio Tietê. Após duas décadas de circulação dos bondes da empresa Light S.A. - fundada em 1904 - carros e ônibus começaram a circular pelas ruas da cidade e brigavam por espaço no pequeno sistema de avenidas no Centro, onde edifícios recém-construídos, como o Edifício Martinelli, geraram ainda mais trânsito. Frente a esses problemas, o então prefeito de São Paulo, José Pires do Rio (1926 - 1930), encomenda ao engenheiro-arquiteto Francisco Prestes Maia um estudo do sistema de avenidas do município.

## Plano de Avenidas
Primeiramente o projeto foi publicado, em 1924, no Boletim do Instituto de Engenharia com o nome “Um problema atual: os grandes melhoramentos de São Paulo”. O plano assinado por Francisco Prestes Maia e João Florence Ulhôa Cintra consistia numa rede de vias principais para a capital que formariam uma malha radial-perimetral de circulação. Quando o prefeito José Pires do Rio faz a encomenda ao urbanista, ele publica o esquema no ano de 1930, já com o nome “Plano de Avenidas”. Havia dois desenhos: o esquema puro, cuja abstração era perfeita, e o mapa real, em que o esquema se adaptava aos traços da metrópole. Prestes Maia foi influenciado pelas recomendações do americano Daniel Burnham - autor do plano que expandiu a cidade de Chicago - em que ele dizia “make no little plans” (“nada de planos pequenos”) e elaborou uma obra faraônica para São Paulo. O projeto buscava dialogar com as construções mais recentes da cidade, a exemplo do Mercado Municipal, a Catedral da Sé, o Edifício Martinelli, o Palácio da Justiça e a Faculdade de Medicina de São Paulo; todas simbolizavam os conceitos arquitetônicos predominantes da época: monumentalidade como sinônimo de crescimento assim como poder e riqueza da sociedade industrial e intelectual. As residências da elite paulistana deixavam o centro da capital e cediam espaço aos ambientes de negócio, fazendo com que Prestes Maia deixasse de lado as preocupações sobre promover lugares civilizados e pitorescos, tendo agora como foco a implantação de uma estrutura eficiente que viabilizasse o acesso fácil e rápido à área central e expansão da periferia.

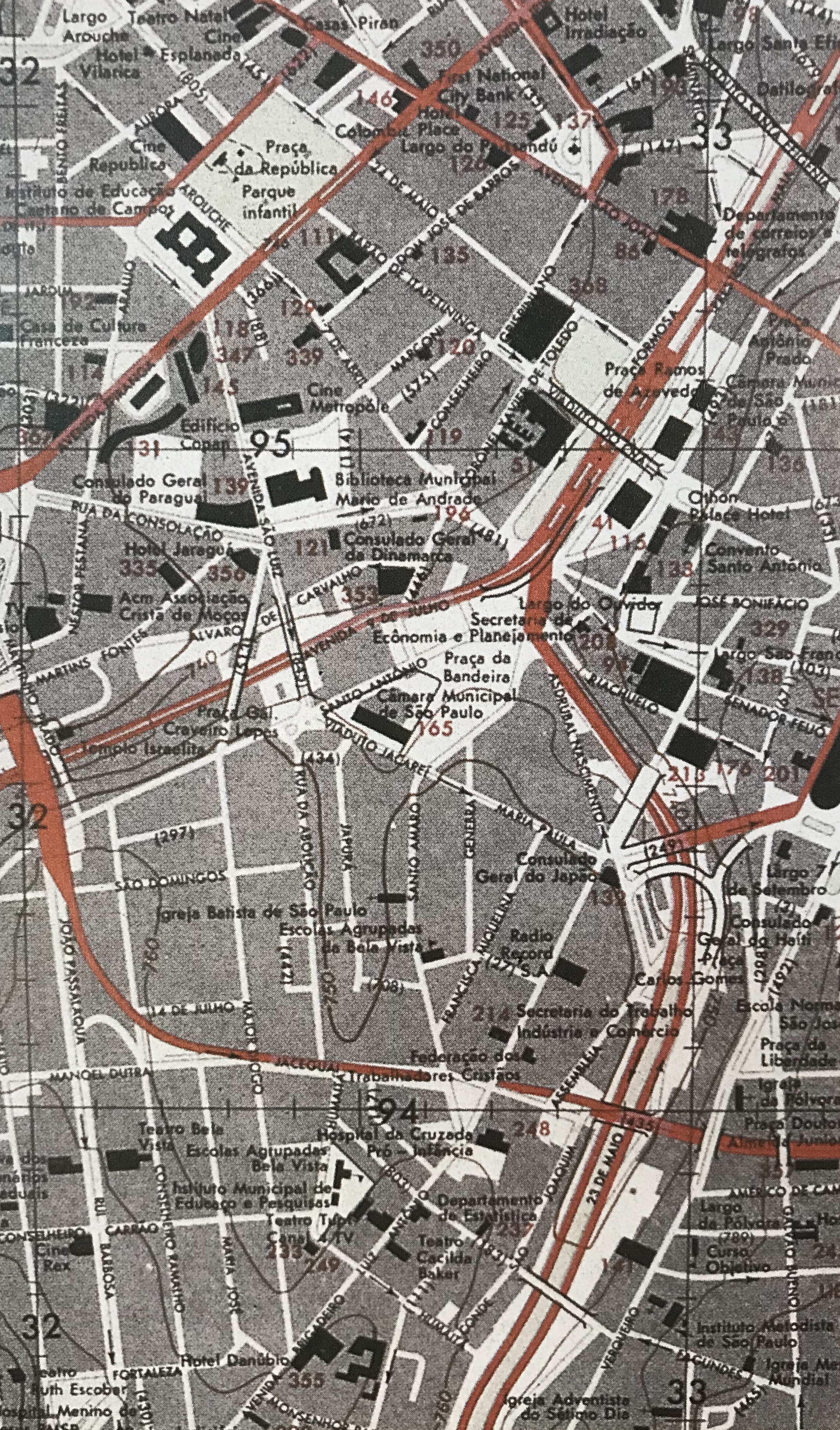
O Sistema Y e sua relação com as principais avenidas nos arredores. Foto: Fernando Oda

O sistema de vias radiais seria composto pelas principais avenidas da cidade e precisaria ser executado com urgência em vista da concretização do plano como um todo. Sua concepção é fruto da especialização na utilização do solo urbano e sua execução enfatizaria a prioridade ao Centro em detrimento da periferia. As vias começavam no anel de irradiação, exceto pelo “sistema Y”, formado pelas Avenidas 9 de Julho, 23 de Maio e Prestes Maia - passagens de tráfego rápido, as quais cruzavam o Centro, afastadas do anel. As radiais básicas eram:
- Avenida Consolação
- Avenida Major Diogo
- Avenida da Liberdade
- Avenida Central do Brasil
- Avenida Rio Branco
- Avenida Tiradentes
- Avenida Anhangabaú (atual Avenida 9 de Julho)
- Avenida Itororó (atual Avenida 23 de Maio)
- Avenida dos Estados
- Avenida Rangel Pestana
- Avenida Colombo (atual Avenida São João).[8]

As radiais secundárias, de menor capacidade, juntavam-se a essas grandes avenidas. Já o perímetro de irradiação, concebido pelo arquiteto Eugène Hénard e elaborado posteriormente por Ulhôa Cintra para o Plano de Avenidas, visava envolver o Centro com um anel de avenidas de onde as radiais direcionavam para os  bairros. Para Prestes Maia, o perímetro de irradiação serviria para integrar a área central à periferia, conservar o aspecto local, descentralizar a circulação pelas ruas de passagem e ampliar o Centro através da ampliação do espaço comercial, em direção à Praça da República. De acordo com o projeto, três anéis se desenvolveriam: os “boulevards” exteriores, constituídos pelo leito da estrada de ferro junto à Avenida Angélica; os circuitos de “parkway”, que interligariam os principais parques da cidade pelas marginais Tietê e Pinheiros; e os circuitos parciais e secundários, os quais não formariam um anel completo, uma vez que tinham como função somente ligar parcialmente avenidas e bairros.

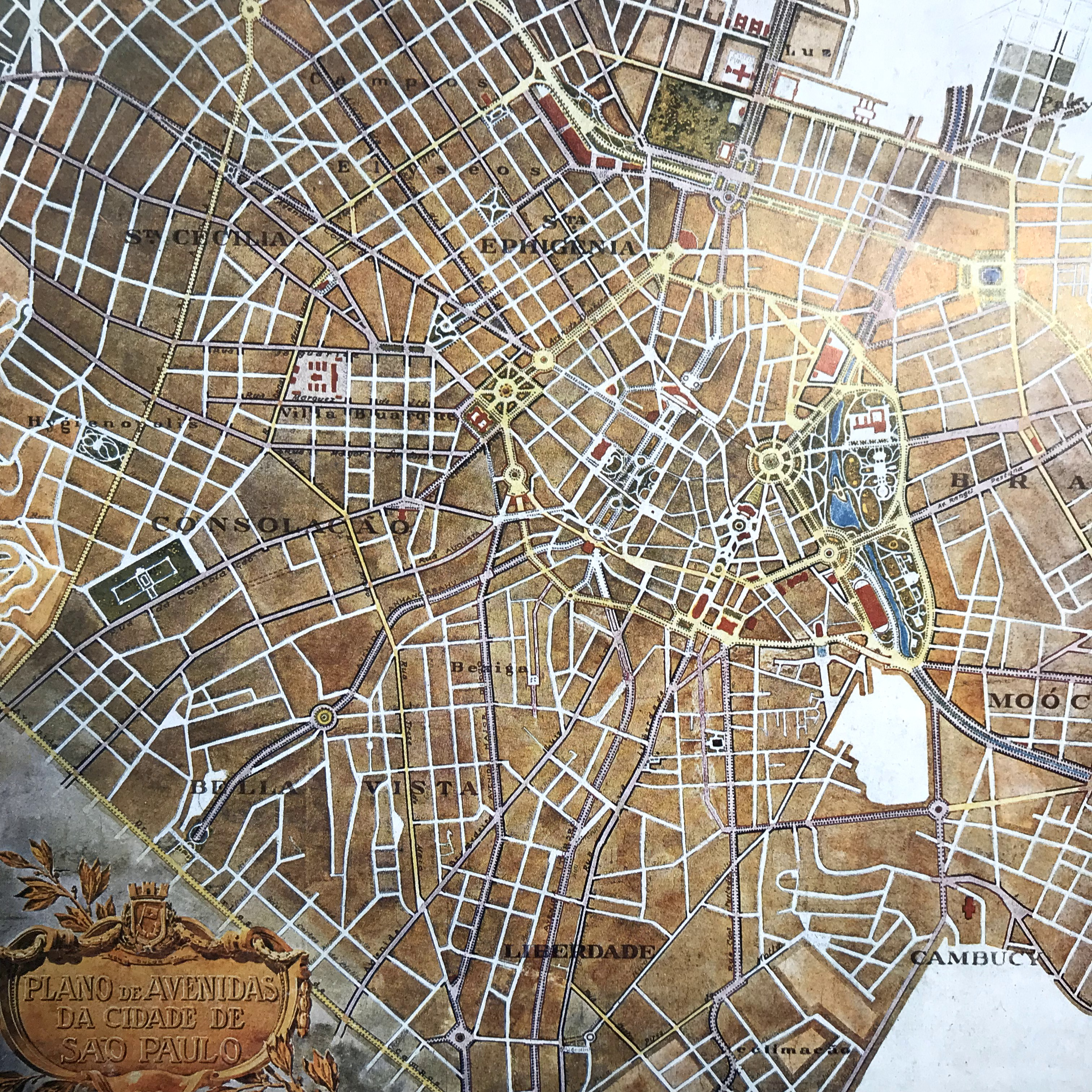
Pormenor do Plano Geral dos Melhoramentos Centrais. Foto: Fernando Oda

Entre outros projetos menores, o Plano de Avenidas buscava também remodelar as ferrovias através da construção de uma única estação central para passageiros de longa viagem e transferência da malha ferroviária para o norte da capital, pela margem direita do Rio Tietê. Assim, ela ficaria distante dos viadutos e desafogaria o tráfego urbano intenso. Maia também pensou em criar um corredor industrial no sentido leste-oeste pelo Tietê, viabilizando a instalação de indústrias e facilitando a ligação do espaço com os bairros operários mais afastados. No geral, o Plano de Avenidas tinha dois pilares que sustentavam toda a estrutura dos projetos: crescimento vertical e horizontal da metrópole; e prioridade à circulação de caráter rodoviário e individual, a ponto de Maia ter defendido abertamente o adiamento da instalação do metrô, com a justificativa de que seria difícil remodelar a capital após a implantação do coletivo.

## Consequências
Francisco Prestes Maia exerceu o cargo de prefeito de São Paulo entre os anos de 1938 a 1945 e 1961 a 1965, período que teve para colocar suas ideias em prática. Dentre as proposições do Plano de Avenidas, as radiais foram implantadas e as perimetrais estavam em construção, contudo os planejamentos para transferir a malha ferroviária para a margem do Tietê e unificar a estação ferroviária não saíram do papel. Os sucessores dele na Prefeitura, tendo em mente que a ideologia do urbanismo progressista era sinônimo de modernização, continuaram o projeto viário independentemente do pensamento político de cada um. As marginais Tietê e Pinheiros, por exemplo, só foram finalizadas após a década de 1960; o perímetro de irradiação só foi completamente instalado entre 1940 e 1950, sendo que foi necessária uma segunda perimetral, em 1956, para “desafogar” o Centro. Atualmente a causa de grande parte dos problemas da estrutura urbana da metrópole é atribuída ao Plano de Avenidas pelo fato de ele não ter sido executado por completo. A intenção do urbanista desde sempre foi descentralizar o Centro, entretanto o efeito dos resultados foi inverso: o modelo favoreceu o processo de especialização e centralização da região, tendo como consequência a segregação na periferia de agentes que não podiam arcar com os custos de uso do solo, como moradia e comércio.

## Legado

### Repercussão do "Plano de Avenidas" em 2022
Na eleição para Governador de São Paulo em 2022, ambos os candidatos que concorriam ao segundo turno foram questionados em entrevista sobre o "Plano das Avenidas" de Prestes Maia. O governador eleito Tarcísio de Freitas afirmou desconhecer o engenheiro, enquanto que o candidato Fernando Haddad comentou sobre o projeto e seu contraste com aquele proposto por Saturnino de Brito, demonstrando um conhecimento sobre a história da cidade que teve grande repercussão na internet.